# دهستان عظیمیه
دهستان عظیمیه یکی از دهستان‌های استان تهران ایران است.
دهستان عظیمیه در بخش مرکزی شهرستان ری است.
مرکز این دهستان روستای اسلام‌آباد جاده نظامی است.

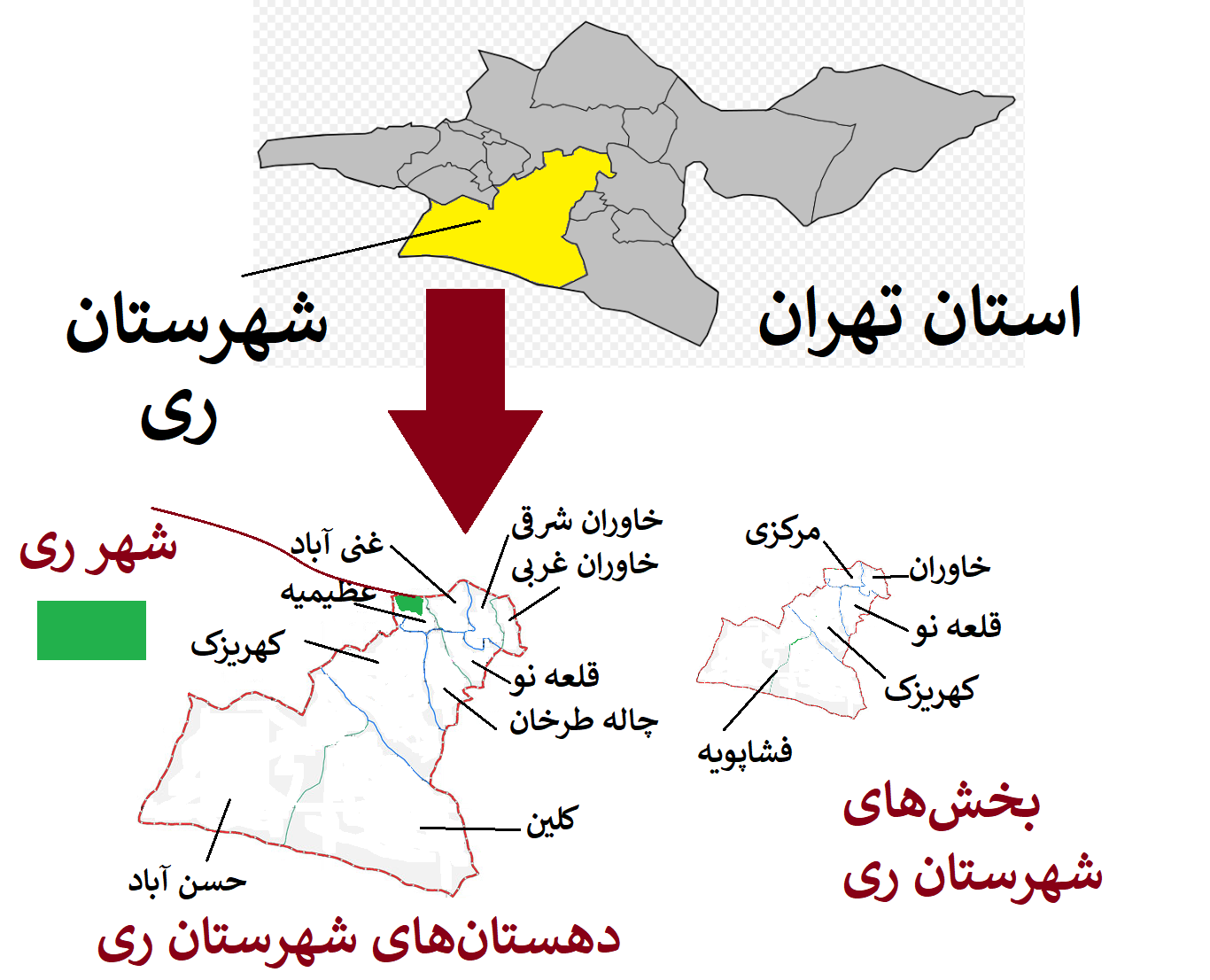
بخش‌ها و دهستان‌های شهرستان ری

## روستاها و نقاط
اندرمان، عمادآور، علائین، عباس‌آباد، اسلام‌آباد، دولت‌آباد قیصریه،  بهشتی، ولی‌آباد، علیان، کارخانه بلورسازی، عظیم‌آباد.